# Patellariopsis carnea
Patellariopsis carnea är en svampart som beskrevs av G.W. Beaton 1978. Patellariopsis carnea ingår i släktet Patellariopsis, ordningen disksvampar, klassen Leotiomycetes, divisionen sporsäcksvampar och riket svampar.   Inga underarter finns listade i Catalogue of Life.